# Романов, Павел Ипатьевич
Павел Ипатьевич Романов (?—1890) — управляющий канцелярией Кронштадтского военного губернатора; действительный статский советник.
Происходил из дворян Санкт-Петербургской губернии. Воспитание получил в Первом штурманском полуэкипаже, по окончании которого 26 марта 1839 года был произведён из фельдфебелей в прапорщики Корпуса флотских штурманов. До 1845 года плавал по Балтийскому морю. Затем перешёл в канцелярию Кронштадтского военного губернатора — столоначальником; в 1849 году (?) был назначен управляющим канцелярией и в этой должности прослужил более 40 лет, дослужившись до чина действительного статского советника (08.09.1878).
Был награждён орденами: Св. Станислава 2-й ст. с императорской короной (1863), Св. Анны 2-й ст. с императорской короной (1868), Св. Владимира 3-й ст. (1873).
Был одним из учредителей Кронштадтского Коммерческого собрания, членом Комитета народного здравия, директором Тюремного комитета, почётным членом Дома призрения в память Наследника Цесаревича Николая Александровича, членом Попечительного совета Александровской женской гимназии и членом некоторых других благотворительных обществ.
Умер 2 (14) февраля 1890 года в Кронштадте, где и был похоронен.